# Księżyc (tarot)
Księżyc – karta tarota należąca do Wielkich Arkanów, oznaczana numerem 18 (XVIII).
Inne nazwy: Luna, Dziecko Synów Wszechmocy.

## Wygląd
Na górze karty widnieje wizerunek Księżyca. Poniżej znajdują się najczęściej dwie wieże oraz dwa wyjące psy, czasem stojące na wysokiej skale. Ziemię pomiędzy psami a wieżami porasta trawiasta łąka. Często widoczny jest także zbiornik wodny, a w nim pływający rak. Zwykle też przy zbiorniku wodnym rozpoczyna się droga wiodąca - między psami, a następnie wieżami - w dal.

## Znaczenie
Karta oznacza błędne pojmowanie świata, oszustwo i otaczające kłamstwa. Symbolizuje niezrozumienie pewnych spraw, często irytujące i wzbudzające wewnętrzny niepokój. Może także oznaczać samooszukiwanie się, życie w iluzji. Jest także symbolem choroby psychicznej.

## Galeria

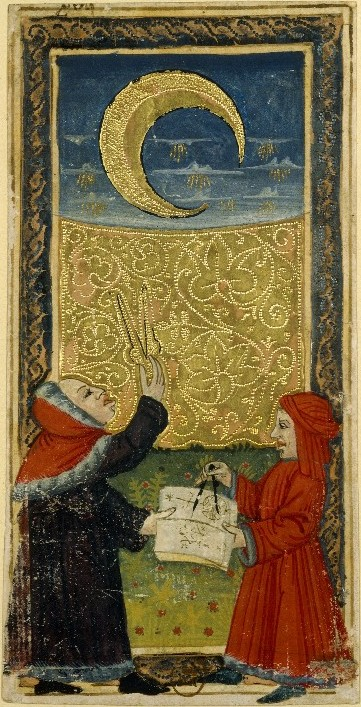
Księżyc z talii Karola VI (XV wiek).
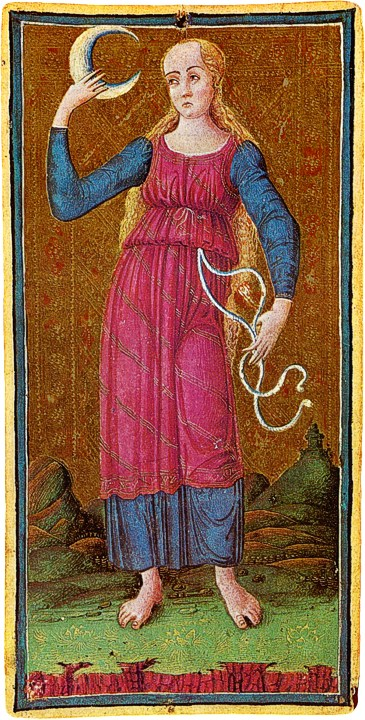
Księżyc z talii tarota Viscontich-Sforzów ze zbiorów Pierpont Morgan-Bergamo (XV wiek) – reprodukcja.
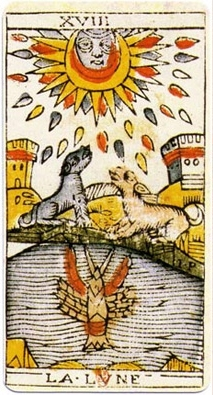
Księżyc z talii tarota marsylskiego Jeana Dodala (XVIII wiek).